# Cosima Schmetterling
Cosima Schmetterling est une comédienne et artiste-peintre, membre de l'Outrapo (Ouvroir de tragécomédie potentielle) et du Collège de 'Pataphysique. Elle a exposé au Centre Wallonie-Bruxelles (Paris).
et organisé la manifestation des Ou-X-Po au Centre Pompidou en 1999
.